# Sardischer Scheibenzüngler
Der Sardische Scheibenzüngler (Discoglossus sardus) ist ein Froschlurch, der auf Sardinien, Caprera, La Maddalena, San Pietro, Korsika, Îles Lavezzi, im Südosten Frankreichs im Département Var, auf der Îles d’Hyères und in Italien am Monte Argentario in der Toskana sowie auf den Inseln Giglio und Montecristo vorkommt. Er bewohnt eine Vielzahl von terrestrischen und aquatischen Lebensräumen. Auf Korsika lebt er gemeinsam mit dem Korsischen Scheibenzüngler und geht im Unterschied zu diesem auch in leicht brackiges Wasser. Auf Korsika wurde eine Höhenverbreitung bis 1770 Meter festgestellt (Oberlauf des Tavignano). Der Sardische Scheibenzüngler legt seinen Laich  zwischen Wasserpflanzen in Bächen ab.

## Merkmale
Der Sardische Scheibenzüngler unterscheidet sich von seinem korsischen Verwandten durch seine spitzere Schnauze sowie durch seine kürzeren Hinterbeine. Wie dieser wird er 5,5 bis 6 Zentimeter lang und weist für gewöhnlich eine gescheckte Zeichnung in unterschiedlichen Brauntönen auf. Der vierte Finger wird von der Basis zur Spitze zunehmend dünner.

## Schutz
Der Sardische Scheibenzüngler  wird von der Europäischen Union in den Anhängen II und IV der FFH-Richtlinie geführt und gilt damit als streng zu schützende Art von gemeinschaftlichem Interesse, für deren Erhaltung von den Mitgliedsstaaten besondere Schutzgebiete ausgewiesen werden müssen.